# 北臭草
北臭草（学名：Melica pappiana），为禾本科臭草属下的一个植物种。